# Преровец
Преровец је насељено место у саставу Града Иванић Града, у Загребачкој жупанији, Хрватска.

## Становништво
| Националност       | 1991.        |
| Хрвати             | 141 (97,24%) |
| Срби               | 0            |
| Југословени        | 2 (1,37%)    |
| остали и непознато | 2 (1,37%)    |
| Укупно             | 145          |